# هنر اسکی

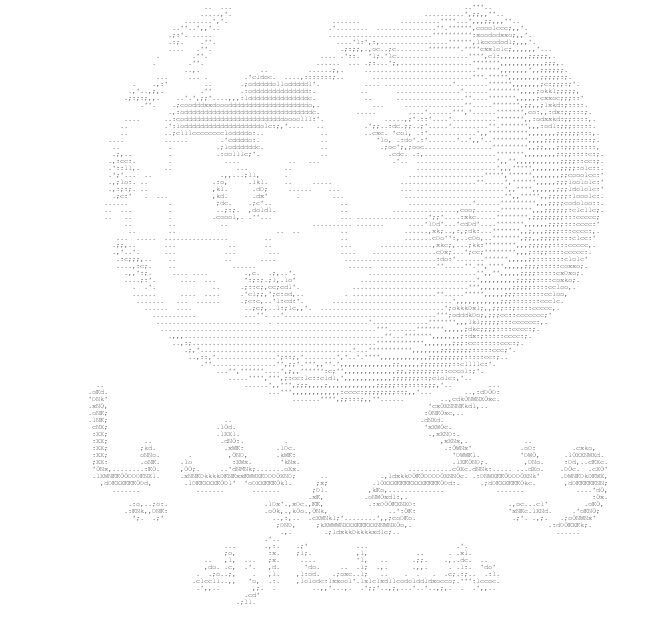
نماد ویکی اسکی‌شده

هنر اسکی (به انگلیسی: ASCII art) نوعی روش طراحی گرافیکی است که با استفاده از رایانه و با کنار هم قرار دادن نویسه‌ها انجام می‌شود.

## تاریخچه

### هنر ماشین‌تحریر
استفاده از ماشین‌تحریر برای ایجاد هنرهای بصری از سال ۱۸۶۷ باب شد و قدیمی‌ترین طراحی شناخته شده از این دست تصویر پروانه‌ای است که در سال ۱۸۹۸ توسط فلورا استیسی طراحی شد. هنر ماشین‌تحریر، هنر صفحه‌کلید نیز نامیده می‌شد.

### هنر اسکی
استفاده گسترده از هنر اسکی در اواخر ۱۹۶۰ و اوایل ۱۹۷۰ رواج یافت. محدویت امکانات رایانه‌ها در آن زمان استفاده از حروف و نشانه‌های نوشتن را  برای ایجاد و نمایش تصاویر ناگزیر ساخت.

## انواع وشیوه‌ها

### شکلک‌ها
شکلک تصویرنگاری است که با استفاده از حروف و علائم نقطه‌گذاری نمایش داده می‌شود تا حس و حالت صورت شخص را نمایش دهد.

### خندانک‌های محبوب
فهرست زیر برخی از نمونه‌های محبوب برای اهداف نمایشی را نشان می‌دهد. صدها نوع از خندانک‌های متنی متفاوت در طول زمان ایجاد شده است، اما تنها تعداد کمی به طور عمومی پذیرفته شده و استفاده می‌شود و قابل درک است.
| نماد | معنا                            |
| --- | ------------------------------- |
| :-) یا :) یا :] یا =] یا =) یا =D | لبخند                           |
| ;\| یا ;) یا ;D یا (^.~) یا (o_^) | چشمک زدن                        |
| :( یا =( یا =[ یا D= یا D=> ):< یا :C | غمگین                           |
| :-o یا =O یا =o یا =0 یا :O یا :o یا :0 | متعحب یا خواب‌آلود               |
| :3 یا =3 یا :} یا =} یا (",) یا ^_^ یا n_n                                                                                                  | خندان                           |
| XD یا xD | از شدت خنده غش کردن             |
| >=D یا >=D> | نیشخند                          |
| :S یا :s یا =S یا =s | مبهوت                           |
| >=) یا >=)> یا >=] یا >=]> | پوزخند شیطانی                   |
| O.O یا O_O یا o_o یا o.o یا 0.0 یا 0_0 یا O.o یا O_ó یا 0.o یا 0_o یا o_0 یا o.0 یا o.O یا o_O                                              | متعجب، نفس نفس زنان             |
| :B یا =B | دندان خرگوشی                    |
| :,( یا :'( یا :*( یا :.( یا :_( یا :,[ یا :'[ یا :*[ یا :.[ یا :_[ یا :,{ یا :'{ یا :*{ یا :.{ یا :_{ یا =,( یا ='( یا =*( یا =.( یا =_( یا | اشک‌ریزان                        |
| :-# | بیمار                           |
| T_T یا TT_TT یا QQ یا Q_Q یا ;_; یا ;-; یا ;~; یا ;A; یا T^T یا T.T یا t.t یا v_v                                                           | گریان                           |
| :P یا :p یا xp یا xP یا XP یا c(: یا :þ | زبان درازی                      |
| D:< یا ]:< یا >:[ یا ):< یا >:( | خشمگین                          |
| :/ یا :\ یا :\| یا :E یا \|: یا /: یا \: یا D: یا =/ یا =\ یا =\| یا =E یا D=                                                               | بی‌تفاوت، نگران، شگفت‌زده         |
| 8D یا BD یا 8) یا B-) | عینکی                           |
| -_- یا -.- یا = ^ = یا >.< یا >_< | دلخور، متحیر، جدی، واقعا؟       |
| ;) یا ;] یا ;D | اشک ریزان                       |
| :D یا =D | خیلی شاد                        |
| ¬_¬ یا -.- یا -.-' یا -_- یا -_-' یا =_=' یا m( یا ._. یا .-. یا (>_>)                                                                      | دلخور، عرق شرم، هاج و واج، ماتم |
| ಠ_ಠ | شک و انکار                      |
| %-) | دیوانه                          |
| 0=) یا 0:) | فرشته                           |
| t(^.^t) یا t(-.-t) یا t(o.ot) یا _!_(`_`)_!_ یا ┌∩┐(◣_◢)┌∩┐ یا ,,l,, (o_o),,l,,                                                             | انگشت حواله کردن                |
| :F | خون‌آشام                         |